# (35018) 1981 EX9
1981 EX9 (asteroide 35018) é um asteroide da cintura principal. Possui uma excentricidade de 0.07619710 e uma inclinação de 8.55013º.
Este asteroide foi descoberto no dia 1 de março de 1981 por Schelte J. Bus em Siding Spring.

## Detalhes do asteroide (35018) 1981 EX9

### Informações principais
- Classificação: Asteroide da cintura principal, orbitando entre Marte e Júpiter WikipédiaWikipedia.
- Descoberta: Identificado em 1 de março de 1981 pelo astrônomo Schelte J. Bus no Observatório de Siding Spring, Austrália Wikipédiaes.unionpedia.org.
- Designação: Recebeu a designação provisória 1981 EX9 e o número permanente (35018) Wikipedia.

### Órbita
- Distância média do Sol (semieixo maior): cerca de 3,113 UA (Unidades Astronômicas) WikipediaWikipédia.
- Periélio (proximidade máxima ao Sol): ~2,869 UA WikipediaWikipédia.
- Afélio (distância máxima do Sol): ~3,356 UA WikipediaWikipédia.
- Excentricidade: Baixa, cerca de 0,08 WikipédiaWikipédia.
- Inclinação orbital: Aproximadamente 8,55° em relação ao plano da eclíptica WikipédiaWikipédia.
- Período orbital (tempo para completar uma volta ao redor do Sol): cerca de 2.006 dias, ou aproximadamente 5,5 anos WikipediaWikipédia.

### Características físicas
- Magnitude absoluta (H): ~14,5, o que indica seu brilho intrínseco Wikipedia.
- Diâmetro estimado: Aproximadamente 4,576 km Wikipedia.
- Albedo (refletividade superficial): 0,255, relativamente alto, sugerindo superfície relativamente refletiva WikipediaWikipédia.